# 矢作萌夏
矢作 萌夏（やはぎ もえか、2002年〈平成14年〉7月5日 - ）は、日本の女性シンガーソングライター、歌手、モデル。女性アイドルグループAKB48の元メンバー。埼玉県出身。姉は矢作有紀奈（元SKE48 8期生）。

## 略歴

### AKB48として
2016年頃、姉の有紀奈とともにカトレアプロモーション（現・AIMSTONE PRODUCTION）に所属。同年、AKB48 第16期生オーディションに仮合格したがセレクション審査で落選。
2017年11月、『第3回AKB48グループドラフト会議』候補者オーディションに合格しドラフト候補生となる。2018年1月21日に開催されたドラフト会議において第1巡目でAKB48チームK・チームB・チーム4の3チームから指名され、予備抽選の結果、チームKが交渉権を獲得した。同年3月3日に幕張メッセにおいて開催された『AKB48「11月のアンクレット」劇場盤 発売記念大握手会』でお披露目され、チームKドラフト研究生となる。
同年12月8日、チームKに昇格。
2019年1月にはTOKYO DOME CITY HALLにてAKB48メンバー最速でのソロコンサートを開催した。同年3月13日発売のAKB48 55thシングル『ジワるDAYS』で表題曲初選抜となる。
同年8月7日にはグループ史上最速となる1st写真集「自分図鑑」を白夜書房より発売。
2019年10月27日放送の『ミライ☆モンスター』（フジテレビ）の番組内でAKB48からの卒業を発表し、2020年2月4日に舞浜アンフィシアターにて開催された『第2回 AKB48グループ 歌唱力No.1決定戦 ファイナリストLIVE』をもってAKB48メンバーとしての活動を終了した。

### ソロ活動
2020年4月頃、エイベックスの所属となった。
2021年7月5日、卒業後初の配信ライブをTikTokとInstagramにて実施。同年10月14日、約1年半所属していたエイベックスとの契約を終了したことを自身のInstagramで発表した。以降復帰までの約3年間の休業中は、井上ヨシマサ、黒沢薫らの助言を受け作曲編曲の勉強をしつつ、旅館で住み込みのバイトなども経験した。
2023年5月23日、21歳の誕生日を迎える7月5日に復帰ライブを行うことを自身のTwitterとInstagramで発表した。7月5日、音楽配信サービス各社にてデビュー曲『Don't stop the music』の配信を開始。同日夜、東京・渋谷WWW Xで『1st Live "Rebirth"』を開催した。同年10月25日、メジャーデビューEP『spilt milk』をポニーキャニオンからリリース。
2024年1月21日、東京・TBS赤坂BLITZスタジオで『矢作萌夏メジャーデビュー記念ライブ「spilt milk」supported by TBSチャンネル』を開催した。
同年7月から9月にかけて、2ndシングル『I was born to love you』および3rdシングル『わたしごっこ』を配信開始し、9月25日には2nd EP『愛を求めているのに』をリリース。EPの収録曲にはアコースティックギターとして坂崎幸之助（THE ALFEE）が、ベースとして休日課長（ゲスの極み乙女）が参加している。
同年7月17日、シンガーソングライター井上ヨシマサの作家デビュー40周年記念アルバム『再会 〜Hello Again〜』にゲスト参加。AKB48時代に自身がセンターを務めた楽曲『サステナブル』の新アレンジを井上とデュエットした。
2024年11月から2025年1月にかけて、2nd EPを引っ提げて東京・埼玉の5箇所を回る初のソロツアー『矢作萌夏 Acoustic Live Tour 2024-2025 "愛を求めているのに"』を開催。同月シングル『水平線』をリリースし、初めてアニメエンディング主題歌に採用された。
2025年7月27日、『矢作萌夏の週末音楽室』（interFM）の番組内で、体調不良が続くことから音楽活動を休止して治療に専念することを発表。番組はこの日で最終回となった。

## 人物
- 血液型はO型。
- お笑いコンビのラランドが好きで、ラジオも聴いている[31][38]。
- 動物好きで猫を飼っており、愛猫の鳴き声をサンプリングして楽曲で利用したこともある[39]。

## ディスコグラフィ

### シングル
|   | リリース日    | タイトル               | 形態                   | 品番       |
| - | ------------- | ---------------------- | ---------------------- | ---------- |
| 1 | 2023年7月5日  | Don't stop the music   | 配信                   |            |
| 2 | 2024年7月5日  | I was born to love you | 配信                   | PCSP.05834 |
| 3 | 2024年8月14日 | わたしごっこ           | 配信                   | PCSP.05940 |
| 4 | 2025年1月4日  | 水平線                 | 配信                   |            |
| 4 | 2025年2月19日 | 水平線                 | 初回限定盤(CD+Blu-ray) | PCCA.06366 |
| 4 | 2025年2月19日 | 水平線                 | 通常盤(CD)             | PCCA.70584 |
| 5 | 2025年5月21日 | 夜想曲                 | 配信                   |            |
| 6 | 2025年7月23日 | ジェラシーナイフ       | 配信                   |            |

### EP
|   | リリース日     | タイトル           | 形態                                      | 品番       |
| - | -------------- | ------------------ | ----------------------------------------- | ---------- |
| 1 | 2023年10月25日 | spilt milk         | 初回限定盤(CD+NeSTREAM LIVE+フォトブック) | PCCA.06245 |
| 1 | 2023年10月25日 | spilt milk         | 通常盤(CD)                                | PCCA.06246 |
| 2 | 2024年9月25日  | 愛を求めているのに | 初回限定盤(CD+Blu-ray)                    | PCCA.06326 |
| 2 | 2024年9月25日  | 愛を求めているのに | 通常盤(CD)                                | PCCA.06327 |

## AKB48での参加楽曲

### シングル選抜楽曲
- 「NO WAY MAN」に収録
  - 最強ツインテール - 「U-16選抜2018」名義（センター）
- ジワるDAYS
  - 初恋ドア - 「坂道AKB」名義
  - 屋上から叫ぶ - 「Sucheese」名義（センター）
- サステナブル（センター）

## タイアップ一覧
| 使用年 | タイトル | タイアップ                                                     |
| ------ | -------- | -------------------------------------------------------------- |
| 2025年 | 水平線   | TOKYO MX系テレビアニメ『空色ユーティリティ』エンディングテーマ |

## 出演

### バラエティ
- ミライ☆モンスター（2019年4月7日 - 2019年12月29日、フジテレビ） - MC[43]

### CM
- MIX（あだち充・作、小学館）
  - 「言葉にできない篇」（2019年3月 - ）[44]
  - 「懐古篇」（2019年3月 - ）[44]

### ラジオ
- 矢作萌夏のオールナイトニッポン0（2025年1月11日、ニッポン放送）[45][46]
- 矢作萌夏の週末音楽教室（2025年4月6日 - 7月27日、InterFM897）[47][37]

## 書籍

### 写真集
- 自分図鑑（2019年8月7日、白夜書房、撮影：熊谷貫）ISBN 978-4-86494-230-0[12][14]